# Pericoma steffani
Pericoma steffani är en tvåvingeart som beskrevs av Quate 1967. Pericoma steffani ingår i släktet Pericoma och familjen fjärilsmyggor. Inga underarter finns listade i Catalogue of Life.